# La Cadamont
|  | Aquest article tracta sobre la masia al terme de St. Llorenç de la Muga. Si cerqueu la masia al terme de la Vall de Bianya, vegeu «masia de Ca la Mont». |

La Cadamont és una masia al terme de Sant Llorenç de la Muga (l'Alt Empordà). Edifici aïllat situat a la carretera que porta a Albanyà. El nucli de residència es concentra en un gran construcció de tres pisos, formada per una façana rectangular a la banda est, té set obertures, el portal està flanquejat per dos contraforts que sostenen una balconada tancada, a l'angle sud-est hi ha un cobert posterior. A aquesta façana s'hi afegeix la resta de l'habitatge, en direcció a ponent, lleugerament més baixa, i amb vessant a dues aigües. La banda nord conserva un dels elements originals, una gran eixida sustentada per tres arcades de volta.A la banda oposada hi ha altres dependències, com el paller, que es troben gairebé derruïdes.